# OVERTONE (KEYTALKのアルバム)
『OVERTONE』（オーヴァートーン）は、KEYTALKの通算2枚目のオリジナルアルバム。2014年5月21日にGetting Betterから発売された。また同作に合わせて同年に行われたライブの映像が収録された映像作品『OVERTONE TOUR 2014 at AKASAKA BLITZ』も本項で記述する。

## 概要
前作『ONE SHOT WONDER』から1年2か月ぶりのオリジナルアルバム。発表された4月1日にアーティスト写真が公開されたが、最初に発表された画像はエイプリルフールにちなんだものであり、のちに同日ソファーに座っているメンバーの画像が公開された。
初回限定盤A・B、通常盤の3形態でリリースされ、初回限定盤Aには入手困難となっている「KTEP」シリーズから厳選された楽曲にライヴ音源を加えたコンパイル盤となるボーナスディスクが付属される。また初回限定盤A・B共に、メンバーのソロインタビューや、リード曲「MURASAKI」のミュージック・ビデオメイキング映像、2013年11月2日にUstreamで放送された「“KEYTALK TV”Ust スペシャル〜ゆるこく（ゆるーく告知）〜」のみで公開された“コースター（USTREAM Ver.）”のミュージック・ビデオが収録されたDVDが付属された。
コンセプトは「KEYTALKの魅力とは?」。33曲あったデモから選曲されたという。アルバムのタイトルである「OVERTONE」とは倍音のことであり、ドラムの八木が考案した。これは両極端な声質の異なるツインボーカルであること、それぞれ曲ごとに異なるギターの音色、ドラムの音も曲ごとに変えているため、4人で出せる最大の倍音が出せているのではということでこのようなタイトルになった。
2017年7月20日から9月10日にかけて行われた「夏フェスティバル♪KEYTOBU」と題した東武鉄道とのコラボレーションにより、東武東上本線鶴ヶ島駅の上りホーム2番線で収録曲「BEAM」、柳瀬川駅の下りホーム1番線で収録曲「YGB」がそれぞれ発車メロディとして使われた。

## 収録内容

### CD（全タイプ共通）
1. バミューダアンドロメダ [3:17]
作詞・作曲：首藤義勝
メジャーデビューシングルの表題曲の候補の一つであった。
2. コースター [3:09]
メジャーデビューシングル。
3. MURASAKI [3:20]
作詞・作曲：首藤義勝
曲のテーマは「和風」。本作のリードトラックであり、今楽曲のミュージック・ビデオは1カットで撮影されている[7]。ロケ地は、東京都江東区に存在する夢の大橋で撮影されている[注 3]。製作段階での仮タイトルは「天井」であったが「あまりに渋すぎる」という理由で現在のものに改められた。
4. BEAM [3:42]
作詞：首藤義勝、作曲：小野武正
首藤曰く「超常現象」をテーマに制作された[8]。
5. はじまりの扉 [3:25]
作詞：首藤義勝、作曲：小野武正
6. お祭りセンセーション [2:42]
作詞・作曲：寺中友将
曲の最後に叫んでいるのは寺中によるものであり、最初はイントロにあったものだが、違うと感じたためいろんなところに貼り付けていった結果このようになったとのこと。インディーズ時代に発表された「祭りやろう」「祭りこぞう」に続く「祭り」シリーズとしてこの曲が3作目となった[5]。
7. パラレル [3:00]
メジャー2ndシングル。
8. メロディ [4:33]
作詞・作曲：寺中友将
仮タイトルは「耳をすませば」。寺中がスタジオジブリ映画『耳をすませば』を観て制作された[5]。
9. Siesta [3:47]
作詞・作曲：首藤義勝
10. シンドローム [2:51]
作詞：寺中友将、作曲：小野武正
11. YGB [3:14]
作詞：寺中友将、作曲：八木優樹
ドラムの八木による作曲。タイトルは「八（Y）木（G）ビート（B）」から来ている[8]。
12. 雨のち。夏、 [3:30]
作詞・作曲：寺中友将
寺中曰く「"とりあえず海に行っちゃおうよ"という、車で夜の海に行くイメージ」で書いたという[5]。
13. プルオーバー [3:01]
作詞・作曲：首藤義勝
首藤曰く「片思いの高校生」をテーマに制作された[8]。サビのメロディは高校時代に作ったものを採用したという。

### KTEP SP（初回限定盤A付属）
1. orange and cool sounds [4:13]
作詞：首藤義勝、作曲：小野武正
インディーズ1stシングル「KTEP」収録曲。
2. MABOROSHI SUMMER [3:45]
作詞・作曲：首藤義勝
インディーズ2ndシングル「KTEP2」収録曲。
3. 太陽系リフレイン [3:10]
作詞・作曲：首藤義勝
4. マキシマム ザ シリカ [3:27]
作詞・作曲：寺中友将
「太陽系リフレイン」と同曲は、インディーズ3rdシングル「KTEP3」収録曲。
5. 桜の風吹く街で [3:06]
作詞・作曲：首藤義勝
2013年4月24日に配信限定で発売された楽曲。
6. S.H.S.S. (Live) [3:15]
作詞・作曲：首藤義勝
7. fiction escape (Live) [2:51]
作詞・作曲：首藤義勝
「S.H.S.S.」と同曲の原曲は、1stアルバム『ONE SHOT WONDER』収録曲。
8. sympathy (Live) [3:02]
作詞：首藤義勝、作曲：小野武正
原曲は、2ndミニアルバム『SUGAR TITLE』収録曲。

### DVD（初回限定盤A・B付属）
1. 「KEYTALK Member Interview Files」
2. 「MURASAKI」ミュージックビデオメイキング
3. 「コースター (USTREAM Ver.)」ミュージックビデオ

## OVERTONE TOUR 2014 at AKASAKA BLITZ
『OVERTONE TOUR 2014 at AKASAKA BLITZ』（オーヴァートーン ツアー にせんじゅうよん アット あかさかブリッツ）は、KEYTALK初の映像作品。2014年12月17日にビクターエンタテインメントから発売された。

## 概要
初回限定盤と通常盤の2形態で発売され、初回限定盤にはメンバーのインタビューが掲載されたフォトブックが付属し、それぞれジャケットのデザインが異なるが収録内容は同容である。同年6月29日に赤坂BLITZで行われたライブ映像が収録され、特典映像には7月23日にライブハウスの東京・下北沢SHELTERでツアーの打ち上げスペシャルライブとして行われたライブ映像の一部が収録された。

### 収録曲

#### DISC 1
- 特記が無い楽曲は本項で記述したアルバム収録曲なので割愛する。また#20〜#22はアンコールで披露された楽曲。

1. パラレル
2. コースター
3. はじまりの扉
4. お祭りセンセーション
5. UNITY
インディーズ時代に発表されたフルアルバム「ONE SHOT WONDER」収録曲。
6. BEAM
7. fiction escape
上記のフルアルバム「ONE SHOT WONDER」収録曲。
8. MURASAKI
9. シンドローム
10. YGB
11. サイクル
メジャー2ndシングル「パラレル」カップリング。
12. メロディ
13. Siesta
14. 雨のち。夏、
15. バミューダアンドロメダ
16. トラベリング
インディーズ時代に発表された1stミニアルバム「TIMES SQUARE」収録曲。
17. sympathy
インディーズ時代に発表された2ndミニアルバム「SUGAR TITLE」収録曲。
18. 太陽系リフレイン
インディーズ時代に発表された通算3枚目のシングル「KTEP3」収録曲。
19. プルオーバー
20. blue moon light
上記の1stミニアルバム「TIMES SQUARE」収録曲。
21. MABOROSHI SUMMER
インディーズ時代に発表された通算2枚目のシングル「KTEP2」収録曲。
22. 夕映えの街、今
上記の1stミニアルバム「TIMES SQUARE」収録曲。

#### DISC 2
1. zero
上記の通算3枚目のシングル「KTEP3」収録曲。
2. アーカンザス
上記の通算2枚目のシングル「KTEP2」収録曲。
3. アゲイン
上記の2ndミニアルバム「SUGAR TITLE」収録曲。
4. A型
インディーズ時代に発表された通算1枚目のシングル「KTEP」収録曲。
5. color
上記の通算2枚目のシングル「KTEP2」収録曲。